# Вірджинська компанія

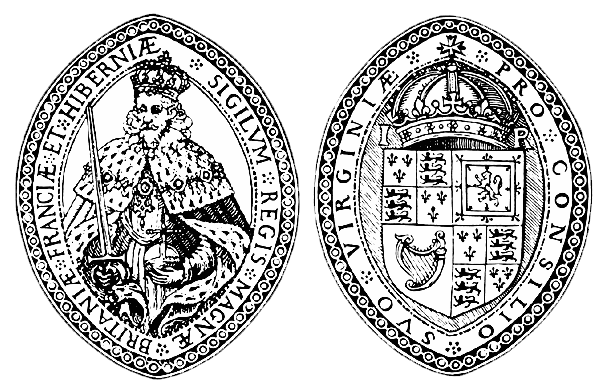
Лицьова та зворотна сторона печатки Вірджинської компанії

Вірджинська компанія (англ. Virginia Company) — колективне найменування двох англійських акціонерних товариств: Лондонської та Плімутської компаній.
Обидві компанії були засновані за сприяння Річард Гаклюйта в 1606 році для торгівлі та колонізації Північної Америки. Лондонська компанія отримала у власність землі між 34 і 41 паралелями на березі Атлантичного океану. Територія Плімутської компанії розташовувалася між 38 і 45 паралелями. Лондонці заснували в 1607 році на Джеймс-Рівер колонію Джеймстаун; плімутці, щоб не відстати, заснували колонію Поупхем на річці Кеннебек. У 1609 році Плімутська компанія припинила існування і всі землі перейшли у власність Лондонської компанії.
У фінансовому відношенні компанія не була успішною і навіть вдалася до лотереї для залучення нового капіталу. Компанія втратила патент на володіння і управління Вірджинією в 1624 році і територія Вірджинії стала британською колонією. Це відбулося в основному в результаті різанини, влаштованої індіанцями в Джеймстауні в 1622 році.